# اچ‌ام‌اس ثول (پی۳۲۵)
اچ‌ام‌اس ثول (پی۳۲۵) (به انگلیسی: HMS Thule (P325)) یک زیردریایی بود که طول آن ۲۷۶ فوت ۶ اینچ (۸۴٫۲۸ متر) بود. این زیردریایی در سال ۱۹۴۲ ساخته شد.